# I giorni dell'amore
I giorni dell'amore (Goha) è un film del 1958 diretto da Jacques Baratier, adattamento cinematografico del romanzo Le Livre de Goha le simple. 
Si tratta del debutto cinematografico dell'attrice italiana  Claudia Cardinale.
È stato presentato in concorso all'11º Festival di Cannes, ottenne una nomina per la Palma d'Oro e vinse con successo il Premio della Giuria. È stato riproposto e proiettato nell'ambito della sezione Cannes Classics al Festival di Cannes nel 2013.

## Trama
Goha è giovane ragazzo arabo, molto povero e senza nessuna esperienza di vita, che ha come unico e fedele compagno un asinello. Nello stesso quartiere di Goha vive anche Taj El Ouloum, uno studioso rispettato e ammirato da tutti quanti nella zona, Goha saggiamente riesce a conquistarsi la stima dell'uomo. Frequentando la casa di quest'ultimo, il ragazzo si innamora della bellissima giovane promessa sposa dell'insegnante, di nome Fulia. La donna viene in seguito ripudiata, e anche il giovane viene respinto di casa, ma in seguito perdonato.